# 森忠継
森 忠継（もり ただつぐ）は、江戸時代前期の美作国津山藩の世嗣。官位は従四位下・美作守。

## 略歴
2代藩主・森長継の長男。嫡子として生まれ、正保2年（1645年）に3代将軍・徳川家光に拝謁した。承応3年（1654年）叙任。
4代将軍・徳川家綱の時に朝鮮使節の来朝があり、御用掛となった老中・阿部忠秋は前例の記録が明暦の大火で焼失してしまったため、江戸にいる諸藩の留守居役に対して当時の記録を書き出すように命じた。忠継は、一時に多数集まることで混乱することを案じて、藩ごとにグループをつくってまとめるように指示した。忠継の許には12家の留守居役が集まり、これを組合として食事でもてなした。以来、留守居役の間で組合が出来、寄合という連絡会が持たれるようになったという。この留守居役同士の組合は情報交換の場として幕末まで重要視された。
家督を継ぐことなく延宝2年（1674年）に38歳で早世した。本源寺に葬られ、戒名は霊光院殿義海仁功大居士。
森家全盛記によると、父・長継は忠継の死の床でこれを大変悔やみ、まだ幼い忠継の嫡男・万右衛門を将来の後継にすると伝えると、忠継は微笑んで目を閉じたという。忠継の没後、長継は万右衛門（後の長成）が成人するまでの条件で二男の長武に家督を譲り、自らは隠居した。

## 系譜
- 父：森長継（1610年 - 1698年）
- 母：お鶴 - 大御前、池田長幸の娘
- 正室：小笠原長次の娘
- 側室
  - 三男：森長成（1671年 - 1697年） - 森長武の養子